# Grand'Mère Paris
Élise Nonclercq, épouse Paris puis Guerrebout, dite Grand'Mère Paris, née le 28 juin 1906 à Quarouble, et morte le 17 décembre 1982 dans le 16e arrondissement de Paris,, est une artiste-peintre française, antiquaire à Paris, à l'enseigne du « Grenier de grand-mère »,,.

## Biographie

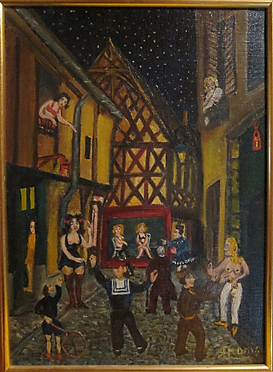
Huile Au choix 1969

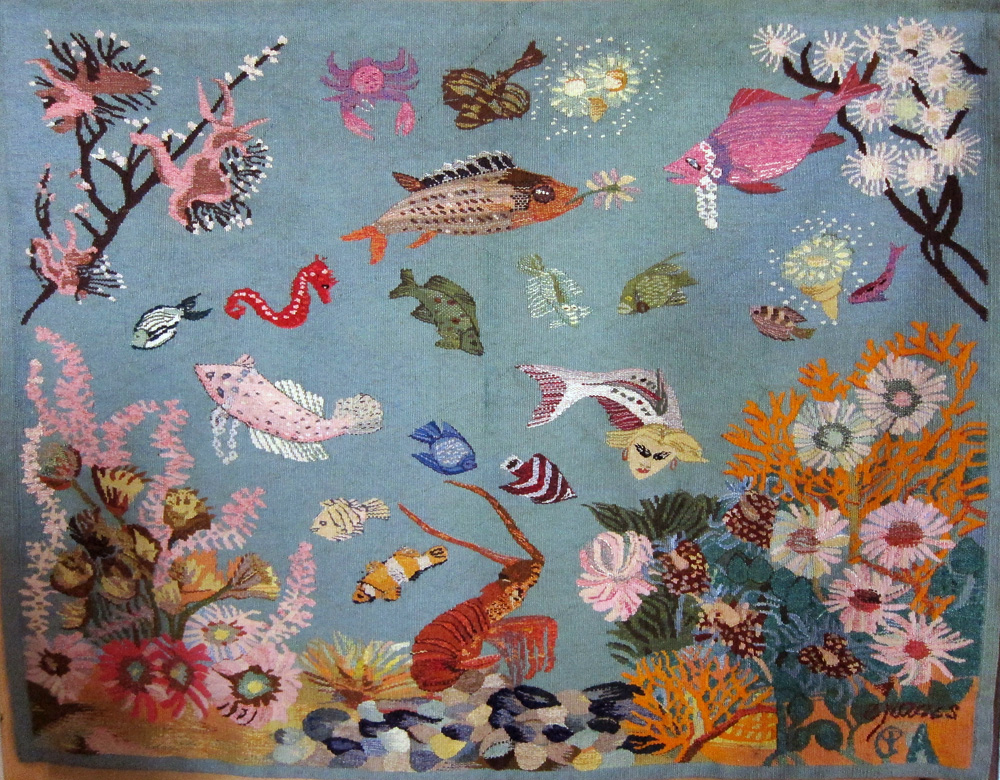
Les poissons enchantés 1968

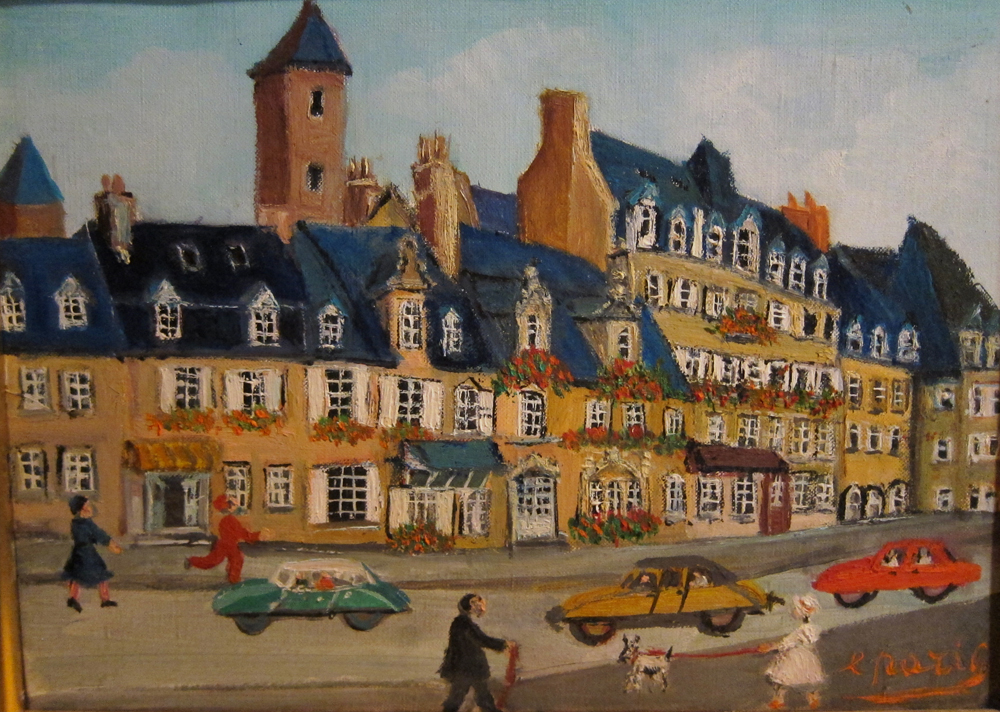
Roscoff 1961 huile 22 x 16 cm

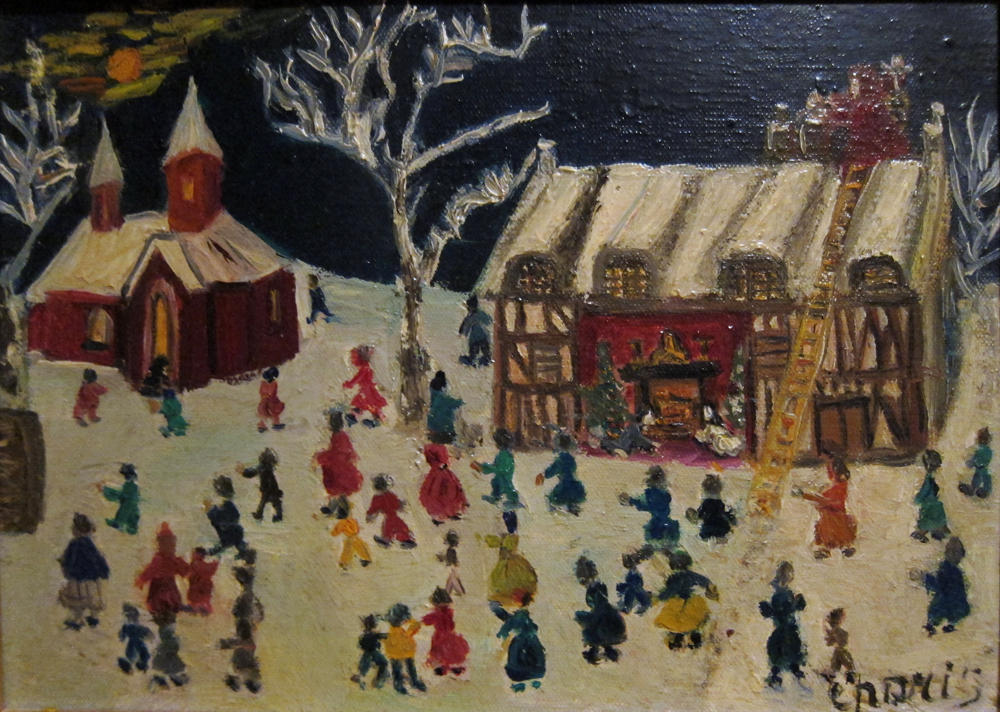
Nuit de Noël par Élise Nonclerc aka Grand'Mère Paris

Fille de Jean-Baptiste Nonclercq et de Désirée Elise Horlin,. Elle épouse Fernand Henri Paris en 1924 à Quarouble, puis Eugène Georges Lucien Guerrebout en 1954 à Paris.
Elle commence sa carrière de peintre tardivement en 1963 : sa première toile L'Envol d'un ange (1955) est la transposition sur la toile d'un de ses poèmes, composé sous le choc provoqué par la perte d'une de ses petites filles à la naissance. N'ayant subi d'influence d'aucun cours de dessin ou de peinture, son œuvre se révéla d'emblée de facture naïve, car Grand'Mère Paris suivait son instinct naturel.
Sa première exposition eut lieu en 1965 à Paris, au Palais Royal, dans la galerie de Jacques Casanova qui trouva son nom de peintre, Grand'Mère Paris, par association d'idées puisqu'elle signait ses toiles E. Paris (Elise Nonclercq s'est mariée en premières noces avec Paris Fernand Henri) et qu'il voulait que la France eût sa Grand'Mère à l'instar des Américains qui venaient de perdre Grandma Moses.
Bien que le point de départ de sa vocation soit dû à un événement douloureux, l'ensemble de son œuvre reflète son optimisme, sa joie de vivre invite à la fête et au rire : les titres de ses toiles et tapisseries en témoignent s'il en était besoin.
Comme l'a écrit Anatole Jakovsky, « « Elle a su mêler le songe et la réalité, et donner à ces petits faits vrais », selon l'expression de Stendhal, cet aspect un tantinet héraldique, pour ne pas dire immémorial, marque distinctive de toute peinture naïve digne de ce nom ».
Elle est la première parmi les peintres naïfs à se servir de la tapisserie.
Ses peintures sont visibles dans différents musées, Musée international d'art naïf Anatole-Jakovsky, Fonds national d'art contemporain, Musée du Vieux Château de Laval, Château-Musée de Gourdon, musée des beaux-arts de Valenciennes, Musée d'art contemporain de Dunkerque, Musée des Arts de Tourcoing, Musée d'art naïf - Max Fourny.

## Œuvres

### Peintures
- L'envol d'un ange, 1955, huile sur toile, 24 × 33 cm première toile naïve, Collection particulière
- La Troménie, 1966, huile sur toile, 65 × 54 cm, Collection particulière
- Conseil de révision en 1900, 1966, huile sur toile, 76 × 60 cm, Musée international d'art naïf Anatole-Jakovsky à Nice
- Toute la Bretagne, 1967, huile sur toile, 22 × 35 cm, Collection particulière
- Les sept péchés capitaux, 1967, huile sur toile, 116 × 89 cm, Musée du Vieux Château de Laval[8]
- Coup d'œil d'ensemble, 1967, huile sur toile, 65 × 54 cm, Fonds national d'art contemporain, Paris (acquisition 1972)[9]
- Le mariage de Clotilde, 1967, huile sur toile, 55 × 46 cm, Château-Musée de Gourdon
- En vacances dans le Val d'Aoste, 1968, huile sur toile, 41 × 633 cm, Musée international d'art naïf Anatole-Jakovsky à Nice
- La montée au ciel de Grand'Mère Paris, 1969, huile sur toile, 55 × 38 cm, musée du Vieux Château de Laval[10]
- Nos péchés, 1970, huile sur toile 81 × 100 cm musée des beaux-arts de Valenciennes[11],[3],[12]
- la confiserie de Tante Agathe, 1971, huile sur toile, 38 × 46 cm, Musée des Arts de Tourcoing
- Les Fleurs du rêve, 1972, huile sur toile, 92 × 73 cm, Musée d'art contemporain Dunkerque
- Le temps des cerises , 1974, huile sur toile, 33 × 41 cm, Musée d'art naïf - Max Fourny, Vicq (Ile-de-France)
- Bravo Margot, 1976, huile sur toile, 33 × 41 cm, Collection particulière. D'après les paroles et musique de Georges Brassens avec l'autorisation des éditions musicales Intersong Tutti
- A pas feutrés place des Vosges, 1975, huile sur toile, 22 × 33 cm, Musée d'art contemporain Dunkerque
- Fête votive à Orange, 1980, huile sur toile, 50 × 61 cm, Collection particulière et Carte et puzzle édités par L'Unicef en 1983-1984.
- La Mamma, s.d., d'après la chanson de Charles Aznavour[13]
- Les Iffs, la promenade de l'orphelinat, s.d., huile sur toile[14]

### Tapisseries
Tissées sur métier basse lisse, suivant la technique du XIVe siècle
- Tirer le diable par la queue , 1968, Tapisserie, Atelier du Marais Paris, Y. Cauquil-Prince 4,41 m2, Collection particulière.
- L'amour en fleurs, 1968, Tapisserie, Atelier du Marais Paris, Y. Cauquil-Prince 118 × 135 cm, Collection particulière, voir ci-contre.
- Les poissons enchantés, 1968, Tapisserie, Atelier du Marais Paris, Y. Cauquil-Prince 106 × 135 cm, 1,73 m2 Collection particulière.
- La montée au ciel de Grand'Mère Paris, 1969, Tapisserie, Atelier du Marais Paris, Y. Cauquil-Prince 175 × 116 cm, Collection particulière.
- L'adieu au soleil, 1969, Tapisserie, Atelier du Marais Paris, Y. Cauquil-Prince 142 × 128 cm, Collection particulière.
- L'hiver fuyant devant le printemps, 1971, Tapisserie, Atelier Pinton à Aubusson 117 × 90 cm, Collection particulière.
- Scènes champêtres, 1971, Tapisserie, Atelier Pinton à Aubusson 157 × 192 cm, Collection particulière.
- Les Amazones, 1977, Tapisserie, Atelier Pinton à Aubusson 163 × 200 cm, Collection particulière.

## Expositions
1990
- Hommage à Grand'Mère Paris, Château-Musée, Boulogne-sur-Mer (28 avril - 4 juin 1990)[11],[9],[15]

1979
- Grand' Mère Paris, Galerie Jacques Casanova, Paris (28 novembre - 31 décembre 1979)

1973
- Tourcoing, Musée des beaux-arts, Grand'Mère Paris, peintures et tapisseries naïves (1er mai - 30 juin 1973)[11],[9]

1965
- Galerie Jacques Casanova, Palais-Royal, Paris (1965)

## Récompenses et distinctions
- Premier prix de peinture naïve à l'Exposition internationale de Monaco en 1968.
- Médaille de bronze pour la tapisserie au Salon des artistes français en 1970.
- Médaille d'argent pour la tapisserie au Salon des artistes français en 1971.
- Prix du Jury pour la peinture naïve au Salon de l'Amicale des amateurs d'art en 1972.
- Attribution de la Rose d'or des Rosati de France en 1973.